# رابرت لاوت
رابرت لاوِت (انگلیسی: Robert A. Lovett; ۱۴ سپتامبر ۱۸۹۵ – ۷ مهٔ ۱۹۸۶) سیاست‌مدار اهل ایالات متحده آمریکا بود او چهارمین وزیر دفاع ایالات متحده بود که از معاون وزیر دفاع به این سمت ارتقا یافت. او در کابینه رئیس‌جمهور هری S. ترومن از ۱۹۵۱ تا ۱۹۵۳ خدمت کرده و در این زمینه به جنگ کره ای منجر شد.
وی همچنین برندهٔ جوایزی همچون نشان افتخار آزادی رئیس‌جمهوری شده‌است.